# Baby, Please Don't Go (canción de Joe Williams)
«Baby, Please Don't Go» es una canción de blues popularizada por el músico estadounidense Joe Williams. Es una de las canciones más reconocidas en la historia del blues estadounidense, siendo versionada por cantidad de artistas y bandas entre los que destacan Lightnin' Hopkins, Ted Nugent, John Lee Hooker, Rose Mitchell, Papa Charlie McCoy, Gary Glitter, The Amboy Dukes, Leonard Caston, Big Bill Broonzy, Them, AC/DC, Los Suaves y Aerosmith.

## Reconocimiento y Legado
La versión de Big Joe Williams' fue incluida en la lista de las "500 canciones que dieron forma al Rock and Roll" del Salón de la fama del Rock and Roll. En 1992 fue incluida en la categoría "Clásicos del Blues" de Salón de la fama de la "Fundación del Blues".